# Ulrich Justus Hermann Becker

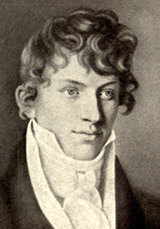
Ulrich Justus Hermann Becker

Ulrich Justus Hermann Becker, eigentlich Ulrich Becker, auch Ulrich Justus Becker u. a. m. (* 26. Juni 1791 in Klein Gievitz; † 6. Oktober 1843 in Domhof Ratzeburg) war ein deutscher Gymnasiallehrer.

## Leben
Ulrich Becker wurde als Sohn des mecklenburg-schwerinschen Gutssekretärs und Amtsrates Georg Jacob Becker (1761–1826) und dessen Frau, der Pastorentochter Christine Magdalena, geb. Beckmann (1766–1850), geboren. Nach dem Besuch der Interimsschule, eines Vorläufers des Gymnasiums Carolinum in Neustrelitz studierte er ab 1809 Evangelische Theologie und Philologie an der Ruprecht-Karls-Universität Heidelberg und der Universität Jena. Er wurde Mitglied der mecklenburgischen Corps Vandalia Heidelberg (1810) und Vandalia Jena (1810).
Zum Dr. phil. promoviert, war er ab 1814 Lehrer am Fellenbergschen Institut in Hofwyl im schweizerischen Kanton Bern. 1818 ging er als Lehrer und Subrektor an die Domschule Ratzeburg, deren Prorektor er 1819 wurde. Seit 1830 charakterisierter Gymnasialprofessor, bekleidete er als Nachfolger von Karl Friedrich Ludwig Arndt von 1839 bis zu seinem Tod das Direktorenamt.
1835 gehörte Becker zu den Gründungsmitgliedern des Vereins für mecklenburgische Geschichte und Altertumskunde. Er war seit seiner Schulzeit in Neustrelitz mit dem Gutsbesitzer und Politiker Carl von Behr-Negendank befreundet. Er starb auf der zu Mecklenburg-Strelitz gehörenden Domhalbinsel zu Ratzeburg. Seine Grabstätte befindet sich auf dem Friedhof am Ratzeburger Dom.
Ulrich Becker war mit Mathilde, geb. Hufeland, einer Tochter von Gottlieb Hufeland, verheiratet. Aus der Ehe gingen neun Kinder hervor, darunter der Pastor Eberhard Becker (1823–1897), der Ophthalmologe Otto Becker (1828–1890) und der Ingenieur und Eisenbahnbetriebsdirektor Bernhard Becker (1829–1913).

## Veröffentlichungen
- Über die Vaterlandsliebe, 1839
- Der heilige Ansverus, Abt des Klosters Ratzeburg, 1841
- Briefe aus der Studenten- und Lehrerzeit 1809–1818 (hrsg. von seinem Sohn Bernhard)
- Ulrich Justus Hermann Becker und dessen Familie, 1897